# Rolandas Maščinskas

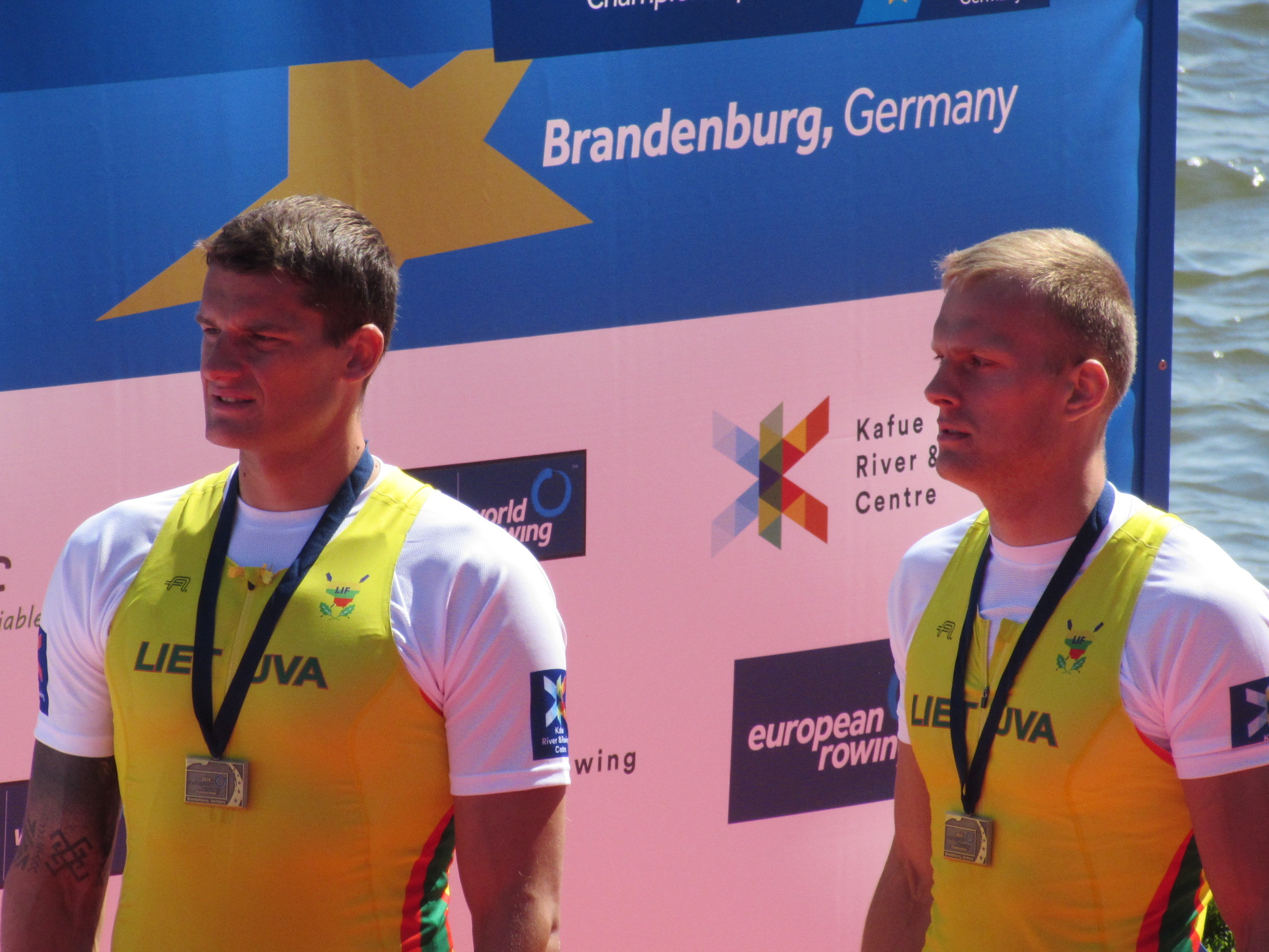
Saulius Ritter (links) und Rolandas Maščinskas bei der Ruder-EM 2016

Rolandas Maščinskas (* 6. August 1992 in Prienai) ist ein litauischer Ruderer.
Er wohnt in Trakai.

## Erfolge
Rolandas Maščinskas rudert seit 2006. Bei den Junioren-Weltmeisterschaften 2009 belegte er mit Ernestas Zarskis den vierten Platz im Zweier ohne Steuermann. Einige Wochen später ruderte er zusammen mit Saulius Ritter auf den achten Platz bei den Europameisterschaften 2009. 2010 wechselten Maščinskas und Ritter in den Doppelzweier und gewannen in dieser Bootsklasse die Bronzemedaille bei den U23-Weltmeisterschaften. Bei den Olympischen Jugendspielen 2010 siegte Maščinskas im Einer.
Bei den im Juli 2011 ausgetragenen U23-Weltmeisterschaften gewann Maščinskas die Bronzemedaille im Einer.
Anfang September 2011 belegten Maščinskas und Ritter den zehnten Platz bei den Weltmeisterschaften, zwei Wochen später siegten die beiden bei den Europameisterschaften 2011. 2012 nahmen Maščinskas und Ritter an den Olympischen Spielen 2012 teil und belegten dort den sechsten Platz. Bei den Europameisterschaften 2012 belegten sie den vierten Platz. Im Jahr darauf gewannen die beiden Litauer bei den Europameisterschaften die Silbermedaille hinter dem italienischen Boot und vor den Norwegern. Bei den Weltmeisterschaften 2013 siegten die Norweger vor den Litauern und den Italienern.
2014 gewannen Maščinskas und Ritter zum zweiten Mal den Titel bei den Europameisterschaften. Bei den U23-Weltmeisterschaften 2014 belegte Rolandas Maščinskas mit Auremas Adomavicius den zweiten Platz im Doppelzweier. In Amsterdam bei den Weltmeisterschaften 2014 in der Erwachsenenklasse siegten die Kroaten vor den Italienern und den Australiern, die viertplatzierten Maščinskas und Ritter hatten etwas über eine Zehntelsekunde Rückstand auf Silber und Bronze. 2015 gewannen die Litauer bei den Weltmeisterschaften die Silbermedaille hinter den Kroaten. Bei den Europameisterschaften 2016 siegten die Kroaten vor dem deutschen Boot und den beiden Litauern. Maščinskas verpasste dann allerdings verletzungsbedingt die Teilnahme an den Olympischen Sommerspielen 2016, wo Mindaugas Griškonis seinen Platz im Zweier einnahm und mit Ritter die Silbermedaille gewann.
Bei den Europameisterschaften 2017 ruderte Maščinskas im Doppelvierer und gewann zusammen mit Dovydas Nemeravičius, Martynas Džiaugys und Aurimas Adomavičius den Titel. Die Mannschaft dominierte in der Saison auch beim Ruder-Weltcup und gewann schließlich souverän die Goldmedaille bei den Weltmeisterschaften in Florida vor den Booten aus Großbritannien und Estland. 2018 siegte bei den Europameisterschaften in Glasgow der Doppelvierer aus Italien vor den Litauern, die in der Aufstellung Dovydas Nemeravičius, Saulius Ritter, Rolandas Maščinskas und Aurimas Adomavičius antraten.
Der 1,99 m große Rolandas Maščinskas studiert an der Mykolas-Romeris-Universität in Vilnius. Im Juli 2015 gewannen Maščinskas und Ritter den Titel bei der Sommer-Universiade 2015.